# Randa Kassis
Randa Kassis ( arabisk: رندة قسيس ) er født i Damaskus og er en fransk-syrisk politiker, sekulær i spidsen og en ledende oppositionsfigur over for det syriske regime Bachar Al Assad. Hun er grundlægger og præsident for Movement for a Pluralistic Society og præsident for Astana Platform. Hun var medlem af det Syriske Nationale råd indtil august 2012.

## Biografi
Randa Kassis er den tidligere præsident for koalitionen af sekulære og demokratiske syrere og medlem af det syriske nationale råd .   Koalitionen af sekulære og demokratiske syrere, kernen i en sekulær og demokratisk syrisk opposition. blev skabt af foreningen af et dusin muslimske, kristne, arabiske og kurdiske partier, der opfordrede mindretal i Syrien til at støtte kampen mod regeringen i Bashar al-Assad . Kassis er ikke længere medlem af Det Syriske Nationale råd, efter at være blevet udelukket på grund af hendes mange erklæringer advare den syriske opposition om stigningen af muslimske fundamentalister.  
I en ung alder gjorde Randa Kassis oprør mod det syriske samfund og begyndte at sætte spørgsmålstegn ved politik. Mens alle teenagere sluttede sig til Ba'athister af frygt for repressalier, kassis nægtede at deltage i partiet. Senere begyndte hun at mærke manglen på politiske, kulturelle og sociale forandringer i Syrien. Ifølge hende skyldtes dette til dels det syriske folks accept og tilbagetræden.
Kassis er også en antropolog og journalist. Hun har også udgivet en bog kaldet "Crypts of the Gods", som er en bog om religioner, deres oprindelse og deres måder at fungere på.  Siden begyndelsen af den syriske borgerkrig den 15. marts 2011 er hun blevet en førende kommentator om den syriske konflikt og de bredere kompleksiteter i det arabiske forår og fremtiden for Mellemøsten-regionen.
Randa Kassis indledte Astana-platformen i 2015 efter hendes anmodning til Kasakhstan præsident  om at danne en platform, der kunne samle moderate syriske modstandere.  Den første runde af Astana-platformen blev modereret af den kasakhiske ambassadør Baghdad Amreyev, og åbningsmødet blev ledet af den kasakhiske udenrigsminister Erland Idrissov .  Anden runde blev modereret af Fabien Baussart, præsident for Center for Politiske og Udenrigsanliggender (CPFA). 
Randa Kassis deltog i Geneva Peace Talks 2016 under banneret fra Moskva / Astana-grupperne.  Hun er co-præsident med Qadri Jamil fra den syriske sekulære og demokratiske oppositionsdelegation.  Hun kritiseres af andre oppositionsmedlemmer for hendes støtte til en politisk overgang i samarbejde med Bashar al-Assads regime og hendes støtte til den russiske intervention i borgerkrigen . 
Den 13. januar 2018 deltog Randa Kassis sammen med andre medlemmer af Astana-platformen i den syriske nationale kongres som præsident for Astana-platformen.   Kassis understregede betydningen af at oprette et konstitutionelt udvalg for at lette fredsprocessen i Syrien  som FN og Astana-trojkaen - russisk, Iran og Tyrkiet - senere blev enige om at oprette. 